# George Wood (futebolista)
George Wood (26 de setembro de 1952) é um ex-futebolista escocês que atuava como goleiro.
Por clubes teve uma carreira longa, atuando nos anos 70 e 80 por vários times ingleses entre esses o Blackpool, Everton, Arsenal e Crystal Palace.  No anos 90 teve uma longa passagem pelo futebol galés, onde aposentou-se em 1997 aos 45 anos.

## Carreira
George Wood competiu na Copa do Mundo FIFA de 1982, sediada na Espanha, na qual a seleção de seu país terminou na 15º colocação dentre os 24 participantes.